# Sant'Eufemia (Borgoricco)
Sant'Eufemia è una frazione del comune di Borgoricco, in provincia di Padova, in Veneto.
Questa frazione, come l'intero comune, è suddiviso in modo regolare: nonostante il trascorrere del tempo, le strade si incrociano formando una scacchiera (ogni quadrato formato dal "decumano" e "cardo" misura circa 700 metri) mantenendo l'originalità del Graticolato Romano. Questo piccolo paese fa parte di Borgoricco e confina con Massanzago, Sant'Angelo, Zeminiana, Mussolini di Villanova.

## Eventi
- Fiera di Sant'Eufemia e mostra dell'artigianato locale (ultima domenica di agosto)
- Sagra di Sant'Eufemia (giugno)
- Sagra di Ronchi (seconda settimana di settembre)

## Architetture

### Architetture religiose
- Chiesa arcipretale di S. Eufemia: ha dato il nome al borgo omonimo ed era l'antica pieve dalla quale dipendeva tra le altre anche la chiesa di S. Leonardo; riedificata nel 1946, presenta un'unica navata e conserva un fonte battesimale in marmo raffinata esecuzione datato 1490, tre pale d'altare di notevole valore artistico.
- Chiesa vecchia di S.Eufemia, datata 1700-1750: sorgeva sul piazzale antistante la chiesa attuale e di essa non rimane più nulla, se non appunto il terreno su cui sorgeva, più alcuni residui, come il quadro di S.Eufemia, il battistero e qualche pala d'altare, trasportati entro la nuova costruzione. Si trattava di un edificio austero, un po' simile alla chiesa attuale di S.Leonardo in Borgoricco, ma decisamente più bella e più ricca all'interno. La pianta era caratterizzata da un'ampia abside semicircolare posizionata verso est, al limite dell'attuale strada, mentre l'ingresso principale era rivolto ad ovest, all'altezza dell'attuale campanile. All'interno colonne marmoree di ampio diametro, in color rosa-marrone, delimitavano la navata centrale, separandola dalle due navate laterali, dove erano situati gli altari, decorati in stile tardo-barocco. La chiesa fu demolita dopo la fine della seconda guerra mondiale, per decisione dell'allora arciprete Don Giovanni Finco, con il pieno accordo dei parrocchiani, perché ritenuta "troppo vecchia". L'attuale chiesa non è stata, per la verità, "riedificata", ma costruita completamente ex-novo, nei campi dietro la chiesa vecchia. Con gli stessi criteri con cui era stato eliminato questo monumento tardo-barocco, fu più tardi spianato il "Parco delle Rimembranze", che circondava, su due lati, a sud e ad est, l'attuale piazza principale. Costruito nel 1920, in onore dei caduti del '15-'18, questo parco consisteva di un ampio viale, con ai lati decine di tigli profumati ad alto fusto, ciascuno dei quali aveva alla base un ceppo in pietra riportante il nome di un caduto. La decisione di eliminare il "Parco delle Rimembranze" fu presa dall'allora capellano don Stefano Faronato, quando l'arciprete don Finco non era ormai più in grado di prendere decisioni.
- Oratorio di San Nicolò di Favariego, chiesetta millenaria che sorge su un'insula romana: di antichissima costruzione, nei muri laterali è stato usato materiale di recupero romano e si trova su di una piccola altura circondata da un fossato, come erano i primi luoghi di culto. All'interno si conservano due affreschi trecenteschi (S.Nicolò e S. Cristoforo). Una chiesetta simile, l'Oratorio di San Rocco, si trovava, fino a metà degli anni '50, in vicinanza dell'incrocio tra Via Desman e Via Mussolini; ma di questa non rimane più alcuna traccia.

#### Monumenti
- Monumento ai caduti. Situato nella piazza principale, a lato della strada.Costruito negli anni '20 del 1900, era un tempo delimitato da robuste catene, agganciate a quattro bossoli di granate della Grande Guerra. Negli anni '60 era stato contornato con i ceppi dedicati ai caduti, tolti dal demolito "Parco delle Rimembranze". Non é noto dove siano finiti questi ceppi, si spera in qualche museo-magazzino: erano un segno di gratitudine verso giovani mandati a morire nella guerra del '15-'18.